# Pomport
Pomport település Franciaországban, Dordogne megyében. Lakosainak száma 738 fő (2022. január 1.). Pomport Lamonzie-Saint-Martin, Cunèges, Sigoulès-et-Flaugeac, Gageac-et-Rouillac, Rouffignac-de-Sigoulès, Monbazillac, Saint-Laurent-des-Vignes, Sigoulès és Flaugeac községekkel határos.

## Népesség
A település népességének változása:
| Lakosok száma | 765  | 641  | 655  | 769  | 820  | 769  | 739  | 721  | 726  | 738  |
|               | 1968 | 1982 | 1990 | 2006 | 2013 | 2015 | 2017 | 2019 | 2020 | 2022 |